# Camponotus brullei
Camponotus brullei  es una especie de hormigas endémicas de las Canarias .